# Hieracium epipsilum
Hieracium epipsilum es una especie de planta con flor del género Hieracium, de la familia Asteraceae, orden Asterales.

## Distribución
Hieracium epipsilum se distribuye por Suecia.

## Taxonomía
Fue descrita científicamente por Hyl. Fue publicada en Symb. Bot. Upsal.